# Grbovi dalmatinskog komunalnog plemstva – D, Đ, Dž
Za grbove dalmatinskog komunalnog plemstva ne vrijede zakoni heraldike zbog posebnih uvjeta nastanka i vlasnika istih. Grbovi dalmatinskog komunalnog plemstva pripadaju krugu talijanskog komunalnog plemstva gdje je tradicija opisivanja s gledišta promatrača.
Grbovi s početnim slovom  D

## Grbovi
| Grb | Kuća i opis grba |
| --- | --- |
|     | Dalben (Šibenik) Titula: (HR) Četiri para okomitih greda crveno-zlatne, na prvoj zlatnoj gredi crni križ. [1/26] |
|     | Dall' Aqua (Zadar, Nin) Titula: - (HR) Vodoravna podjela. Gore na plavom polju tri šestero krake zlatne zvijezde 1, 2. Dolje na srebrenom polju plava riba. [1/5] - (HR)Vodoravna podjela. Gore na plavom polju pet šestero krake srebrene zvijezda 2, 3. Dolje na srebrenom polju srebrena riba. [1/5, 2/179] |
|     | Damjanić Vrgradski (Šibenik, Split) Titula: Conte veneto, šibensko plemstvo, austrijska potvrda plemstva - (HR) I Okomita podjela. Lijevo: vodoravna podjela na trećine; 1 trećina: na crvenom polju zlatna šestero kraka zvijezda, 2 trećina: plavo polje, 3 trećina: na zlatnom polju srebreni dlan koji izlazi s desna. Desno vodoravna podjela, gore na crvenom dva zlatna lava koji se drže, dolje na plavom polju srebrena ptica koja stoji na srebrenoj grani. [1/15] - (HR) II Okomita podjela. Lijevo vodoravna podjela sa zlatnom gredom, gore na crvenom polju zlatna peterokraka zvijezda, dolje na plavom polju srebreni dlan koji izlazi s desna. Desno vodoravna podjela, gore na crvenom dva zlatna lava koji se drže i nose srebreni kruh, dolje na crvenom polju srebrena golubica sa zelenom grančicom u kljunu, golubica stoji na zelenom tro brijegu. [3/5] - (HR) III Vodoravna podjela. Gore na plavom polju srebrena golubica sa zelenom grančicom u kljunu, golubica stoji na zelenom trobrijegu, dolje na crvenom polju srebreni dlan koji izlazi s desna. [1/53] |
|     | Danilo, De Villa (Kaštela) Titula: Austrijska potvrda plemstva - (HR) Plavo polje podijeljeno zlatnim valom koji ima srebreni okvir, iznad vala dvije šesterokrake zlatne zvijezde 2, ispod vala jedna šesterokraka zlatna zvijezda. Kapa: na zlatnom polju crni orao (capo di Impero). [3] - (HR) Podjela na ljevak. Bočna polja srebrena, srednje polje plavo, na plavom polju srebrena šesterokraka zvijezda. [3] |
|     | Davidović, Marušić, Oblačić (Rogoznica) Titula: - (HR) Na srebrenom polju tri vodoravne crvene grede. Preko svega crni grifon okrunjen zlatnom krunom. [1/27, 7/167] - (HR) Na srebrenom polju tri vodoravne crvene grede. Preko svega crni grifon. [5/52] - (HR) Tri para vodoravnih greda srebreno-crvene. Preko svega crni grifon okrunjen zlatnom krunom. [7/56] |
|     | Desović, Dešković, Deskojević (Omiš, Hvar) Titula: - (HR) Na zelenom polju tri srebrena muška poprsja 2, 1. [1/27] - (HR) Na zelenom polju tri lavlju zlatne glave 2, 1. [1/27] - (HR) Na srebrenom polju tri crna muška poprsja (crnci) 2, 1. [1,59,4/6] - (HR) Na srebrenom polju tri crna muška profila (crnci) 2, 1. [1/59, 5/82, 6/100] |
|     | Detrico (Zadar, Šibenik) Titula: Zadarsko plemstvo - (HR) Vodoravna podjela. Gore na crvenom polju osmero kraka zlatna zvijezda, dolje plavo polje. [1/27] - (HR) Vodoravna podjela. Gore na crvenom polju šestero kraka srebrena zvijezda, dolje zlatno polje. [1/60] - (HR) Vodoravna podjela. Gore na crvenom polju šestoro kraka zlatna zvijezda, dolje zlatno polje. [1/15, 4/6] |
|     | Disičević (Pag) Titula: Paško plemstvo (HR) Na crvenom polju desno kosa srebrena greda. [8/6] |
|     | Divinić (Šibenik) Titula: (HR) Na crvenom polju lijevo kosa zlatna greda.Iznad i ispod grede po jedan zlatni cvijet (ruža). [1/28] |
|     | Dudan (Split, Trogir) Titula: - (HR) Na srebrenom polju dvije lijevo kose crvene grede. [1/60, 4/7] - (HR) Okomita podjela. Lijevo na srebrenom polju dvije vodoravne crvene grede, desno na crvenom polju srebreni pas iznad psa dvije srebrene zmije okomito postavljene. [1/60] - (HR) Vodoravna podjela. Gore na plavom polju srebrna riba, iznad ribe redom šesterokraka srebrena zvijezda,ležeći srebreni polumjesec,šesterokraka srebrena zvijezda. [1/29, 4/7] - (HR) Okomita podjela s okvirom plave boje. Lijevo na crvenom polju dvije vodoravne plave grede, desno na plavom polju zlatni lav. [4/15] |